# نبرد حلب (۲۰۲۴)
در تاریخ ۲۹ نوامبر ۲۰۲۴، گروه تحریرالشام، به همراه گروه‌های متحد تحت حمایت ترکیه در فرماندهی عملیات نظامی، وارد شهر حلب تحت کنترل دولت سوریه شدند. این نبرد در سومین روز از یک تهاجم گسترده شورشیان آغاز شد. این اولین بار بود که از زمان نبرد قبلی، که در سال ۲۰۱۲ آغاز شد و در سال ۲۰۱۶ با بیرون راندن شورشیان توسط دولت اسد از شهر پایان یافت، در این شهر درگیری رخ داد. در ۳۰ نوامبر ۲۰۲۴، گروه‌های اپوزیسیون در میان فروپاشی نیروهای طرفدار دولت، بیشتر شهر را تصرف کردند. همزمان با تصرف برق‌آسای حلب، شورشیان به حومه شمالی حماه پیشروی کردند؛ کل شهر حماه در نهایت در ۵ دسامبر به دست شورشیان سقوط کرد.